# Agrypnia pagetana
Agrypnia pagetana – gatunek owada z rzędu chruścików i rodziny chruścikowatych (Phryganeidae). Larwy budują przenośne domki, ze spiralnie ułożonych części roślinnych, zespojonych przędzą jedwabną.
Gatunek holarktyczny, limnebiont, preferuje małe zbiorniki śródleśne i torfowiskowe oraz starorzecza.
Brak jest tego gatunku w jeziorach lobeliowych. Na Pojezierzu Mazurskim bardzo licznie łowiony w zanikającym małym jeziorze i k. Żabiego Rogu (eudominant), mniej licznie w innych jeziorach, częściej w zbiornikach małych, śródleśnych, torfowiskowych. Imagines poławiane nad jez. Śniardwy. Larwy spotykane stosunkowo często w starorzeczach Narwi oraz Biebrzy, obecne w torfiankach oraz jeziorach Wielkopolski.
W Finlandii gatunek liczny w dużych i małych jeziorach oraz zalewach morskich. W Karelii larwy poławiane w jeziorach na głębokości 1–3 m w strefie roślin i sporadycznie na odkrytym brzegu oraz w ciekach. W Estonii imagines łowiono głównie nad jeziorami, choć i nad ciekami, larwy spotykane w jeziorach. Na Łotwie i Litwie imagines masowo poławiane nad jeziorami wszystkich typów, z wyjątkiem dystroficznych.
Larwy spotykane w jeziorach różnego ciągu sukcesyjnego i roślinności rzek Niemiec, w Holandii w drobnych jeziorkach, zbiornikach torfowiskowych i wydmowych, w zbiornikach polderowych wśród glonów nitkowatych, w zbiorowisku osoki (Higler 1977). Imagines spotykane nad jeziorach na Węgrzech. Gatunek występuje w jeziorach górskich Kaukazu oraz pospolicie w dolinie Wołgi.